# Wahlenbergia madagascariensis
Wahlenbergia madagascariensis är en klockväxtart som beskrevs av A.Dc. Wahlenbergia madagascariensis ingår i släktet Wahlenbergia och familjen klockväxter. Inga underarter finns listade i Catalogue of Life.